# Mary Putnam Jacobi

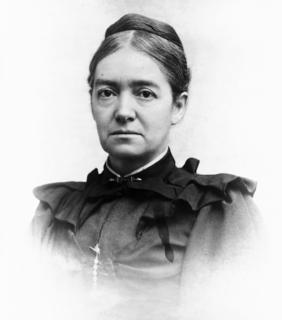
Mary Putnam Jacobi

Mary Corinna Putnam Jacobi (Londen, 31 augustus 1842 – New York, 10 juni 1906) was de eerste vrouw die in Parijs afstudeerde als arts. Ook zette zij zich in voor het vrouwenkiesrecht.
Putnam was de dochter van de Amerikaanse uitgever George Palmer Putnam (van Wiley & Putnam), die van 1841 tot 1848 in Londen een Britse afdeling van zijn bedrijf opzette. In 1848 keerde hij met zijn gezin terug naar New York, waar Mary opgroeide. Mary studeerde af aan het New York College of Pharmacy en promoveerde in 1864 tot arts aan het Female Medical College of Pennsylvania. Hierna zette zij haar studies voort aan de École de Médecine in Parijs, waar zij als eerste vrouw werd toegelaten.
Na haar terugkeer naar de Verenigde Staten begon Mary Putnam een eigen praktijk in New York. In 1872 stichtte zij de Association for the Advancement of the Medical Education of Women, waarvan zij van 1874 tot 1903 voorzitter was. In 1873 trouwde zij met de kinderarts Abraham Jacobi met wie zij drie kinderen kreeg. In 1906 overleed zij in New York.